# Moritz Rothert
Johann Moritz Heinrich Rothert (* 21. Dezember 1802 in Friedrichsdorf; † 31. Mai 1886 in Hannover) war ein deutscher Klassischer Philologe, Pädagoge und Schulleiter.

## Leben
Moritz Rothert wurde als Sohn eines Predigers geboren und legte 1821 sein Abitur an der Latina in Halle ab. Anschließend studierte er Theologie in Halle und wechselte später nach Tübingen, wo er sein Studium 1824 abschloss. Während seines Studiums wurde er 1821 Mitglied der Alten Halleschen Burschenschaft Palatina; er trat dem burschenschaftlichen Leseverein sowie der Quellengesellschaft und 1823 der Alten Tübinger Burschenschaft Germania bei. Für die Hallesche Burschenschaft war er 1822 Deputierter auf dem Burschentag in Bensheim und Zwingenberg an der Bergstraße im Odenwald. Aufgrund seiner burschenschaftlichen Aktivitäten wurde auf Veranlassung des preußischen Innenministerium eine Untersuchung gegen ihn eingeleitet, infolge derer er 1824 zu drei Monaten Festungsarrest verurteilt wurde, die er bis Ende März 1825 in der Festung Minden absaß.
1825 unterrichtete er als Lehrer am Gymnasium Herford, 1829 wurde er als Oberlehrer an das Gymnasium Minden berufen. 1832 wechselte er an das Gymnasium Georgianum in Lingen, wo er zunächst als Rektor, ab 1834 als Direktor tätig war. 1845 wurde ihm das Direktorat des Gymnasiums in Aurich übertragen. Im Jahre 1863 wurde er aus gesundheitlichen Gründen pensioniert und zog nach Hannover.
Rothert war ein Vordenker des „Gesamtgymnasiums“ bzw. „Einheitsgymnasiums“ als aus traditionellem Gymnasium und Bürgerschule vereinter Lehranstalt. Zudem trat er ein für „Deutsch als Mittelpunktsfach auf Gymnasien“. Deutsch solle nicht nur ein Fach neben den anderen sein, sondern einen ausdrücklichen Wert als „das Ganze“, das heißt als Medium zur Vermittlung der Inhalte aller anderen Fächer, genießen.
Sein Sohn war der Theologe Wilhelm Rothert.

## Schriften
- Plan und Probe eines methodischen lateinischen Elementarbuches für die unteren Classen. Wenderoth, Herford 1827.
- Über das Schulwesen der Stadt Minden, namentlich über die etwaige Umgestaltung des Gymnasiums zu Gunsten der nichtstudirenden Schüler (Jahresbericht des Gymnasiums Minden 1831–1832). Minden 1831.
- Correlation der griechischen und lateinischen Sprache, zusammengestellt und teilweise erläutert. Lingen 1834.
- Vorschläge betreffend Beneficiat und Vorschule neben dem Gymnasium zu Lingen, Gedanken über Verbesserung der Vorschule und des Unterrichts der nichtstudierenden Gymnasiasten 1838 (Manuskript im StA Osnabrück, Rep. 729, Akz. 39/97, Nr. 298).
- Ueber den successiven Unterricht in den auf Gymnasien zu lehrenden Sprachen. In: Pädagogische Revue 2, 1841, S. 209 ff.
- Zur Schulreform. Prätorius & Seyde, Aurich 1848.
- An die Wahlmänner Ostfrieslands. In: Ostfriesische Zeitung vom 28. April 1848, Beil. Nr. 58.
- Das deutsche Gymnasium. In: Archiv für das Studium der neueren Sprachen und Literaturen 6, 1849, S. 233 ff.
- Das Latein im Deutschen Gymnasium, eine Lebensfrage des höheren Schulwesens. Westermann, Braunschweig 1850.
- Der kleine Livius. Westermann, Braunschweig 1851 (weitere Auflagen ebd. 1852, 1855, 1866, 1869).
- Der kleine Apollodor. Braunschweig 1857.
- Virgil und Horaz als Patrioten: Dichtung und Wahrheit. H. W. H. Tapper, Aurich 1861.
- Über Erweiterung des Gymnasiums zu Aurich durch eine Vorschule und durch Parallelclassen für Nichtstudierende (Manuskript StAA, Rep. 171, Nr. 7).